# Безымянный водопад
Безымя́нный — водопад на южном склоне горы Аибги, в верховьях реки Безымянки, в 4 км к северу от села Аибга. Перепад трёх ступеней водопада составляет 75 м, что делает Безымянный одним из высочайших в Краснодарском крае России. Подстилающие горные породы сложены песчаниками, аргиллитами, глинистыми сланцами.
Территория водопада включена в состав ООПТ Водопад Безымянный 26 января 1988 года.
Водопад Безымянный находится рядом с абхазской границей, поэтому для его посещения требуется специальное разрешение или постоянная прописка в Сочи.